# Craig Cathcart
Craig George Cathcart (Belfast, 6 de fevereiro de 1989) é um ex-futebolista norte-irlandês que atuava na posição de zagueiro.

## Seleção nacional
Cathcart fez parte do elenco da Seleção Norte-Irlandesa de Futebol da Eurocopa de 2016.